# Carlos Ascues
Carlos Antonio Ascues Ávila (* 19. Juni 1992 in Caracas, Venezuela) ist ein peruanischer Fußballspieler, der auch die venezolanische Staatsbürgerschaft besitzt. Der defensive Mittelfeldspieler, der auch in der Innenverteidigung eingesetzt werden kann, steht bei Alianza Lima unter Vertrag und ist peruanischer Nationalspieler.

## Karriere

### Vereine
Ascues spielte bis 2010 in der Jugendmannschaft von Alianza Lima. Am 15. Mai 2011 debütierte er beim 2:0-Sieg bei Sport Huancayo in der peruanischen Primera División. Sein erstes Tor erzielte er am 19. Mai 2012 im Heimspiel gegen die Sport Boys zum 2:1-Endstand in der 90. Minute. Zur Saison 2012/13 wechselte Ascues zur zweiten Mannschaft von Benfica Lissabon in die zweite portugiesische Liga. Er kam in der Spielzeit auf 22 Einsätze, verließ den Verein zu Saisonende jedoch wieder und schloss sich dem griechischen Erstligisten Panetolikos an. Dieser verlieh ihn im Januar 2014 an Universidad San Martín aus Lima. Nach seiner Rückkehr im Februar 2015 spielte er den Rest der Saison beim FBC Melgar.
Zur Saison 2014/15 wechselte Ascues zum VfL Wolfsburg in die deutsche Bundesliga. Er unterschrieb einen Vertrag mit einer Laufzeit bis zum 30. Juni 2018. Am 3. April 2016 wurde er bei der 0:3-Auswärtsniederlage gegen Bayer 04 Leverkusen in der 82. Minute für Robin Knoche eingewechselt und gab sein Bundesligadebüt.
Nachdem Ascues in der Hinrunde der Spielzeit 2016/17 nur einmal im DFB-Pokal zum Einsatz gekommen war, wurde er im Januar 2017 bis Saisonende an seinen ehemaligen Verein FBC Melgar verliehen. Anschließend kehrte Ascues zu Alianza Lima zurück. Mitte August 2018 wurde er bis Jahresende an Orlando City in die Major League Soccer verliehen und anschließend fest verpflichtet. Im Januar 2020 kehrte Ascues erneut zu seinem Jugendverein Alianza Lima zurück.

### Nationalmannschaft
Ascues spielte im Jahr 2011 dreimal für die peruanische U20-Nationalmannschaft. Am 6. August 2014 debütierte er beim 3:0-Sieg im Freundschaftsspiel gegen Panama in der A-Nationalmannschaft, bei dem er zwei Tore erzielte. Im Sommer 2015 spielte er mit der Mannschaft bei der Copa América in Chile. Ascues kam in allen sechs Spielen seiner Mannschaft zum Einsatz und erreichte mit ihr den dritten Platz.

## Erfolge
Nationalmannschaft
- Dritter Platz bei der Copa América: 2015